# Les Plantiers
Les Plantiers est une commune française du département du Gard, en région Occitanie.
La commune, située dans le parc national des Cévennes possède un patrimoine naturel remarquable : un site Natura 2000 et trois zones naturelles d'intérêt écologique, faunistique et floristique.

## Géographie

### Localisation
La commune est située dans le nord-ouest du département du Gard, au creux d'une vallée cévenole et surmontée par les cols du Pas, de l'Espinasse et l'Asclier. Elle fait partie du parc national des Cévennes.
Elle se trouve dans les Causses et les Cévennes, deux espaces du Massif central méridional, inscrits conjointement au patrimoine mondial par l'UNESCO depuis 2011 sous l'intitulé « Les Causses et les Cévennes, paysage culturel de l’agro-pastoralisme méditerranéen ».
Elle est traversée par le sentier de grande randonnée GR 6A et le sentier de grande randonnée de pays GRP du Tour de la Haute Vallée Borgne.

### Communes limitrophes
Les communes limitrophes sont  L'Estréchure, Saint-André-de-Valborgne, Saumane et Val-d'Aigoual.
|               | Saint-André-de-Valborgne |              |
|               | des Plantiers            | Saumane      |
| Val-d'Aigoual |                          | L'Estréchure |

### Géologie et relief
La superficie de la commune est de 30,83 km2 ; son altitude varie de 331  à   1 069 mètres.
Le territoire communal se trouve dans la Vallée Borgne. Le village est entouré de crêtes boisées (appelées localement « serres ») :  serre des Clapisses, serre de Borgne, serre des Tours…

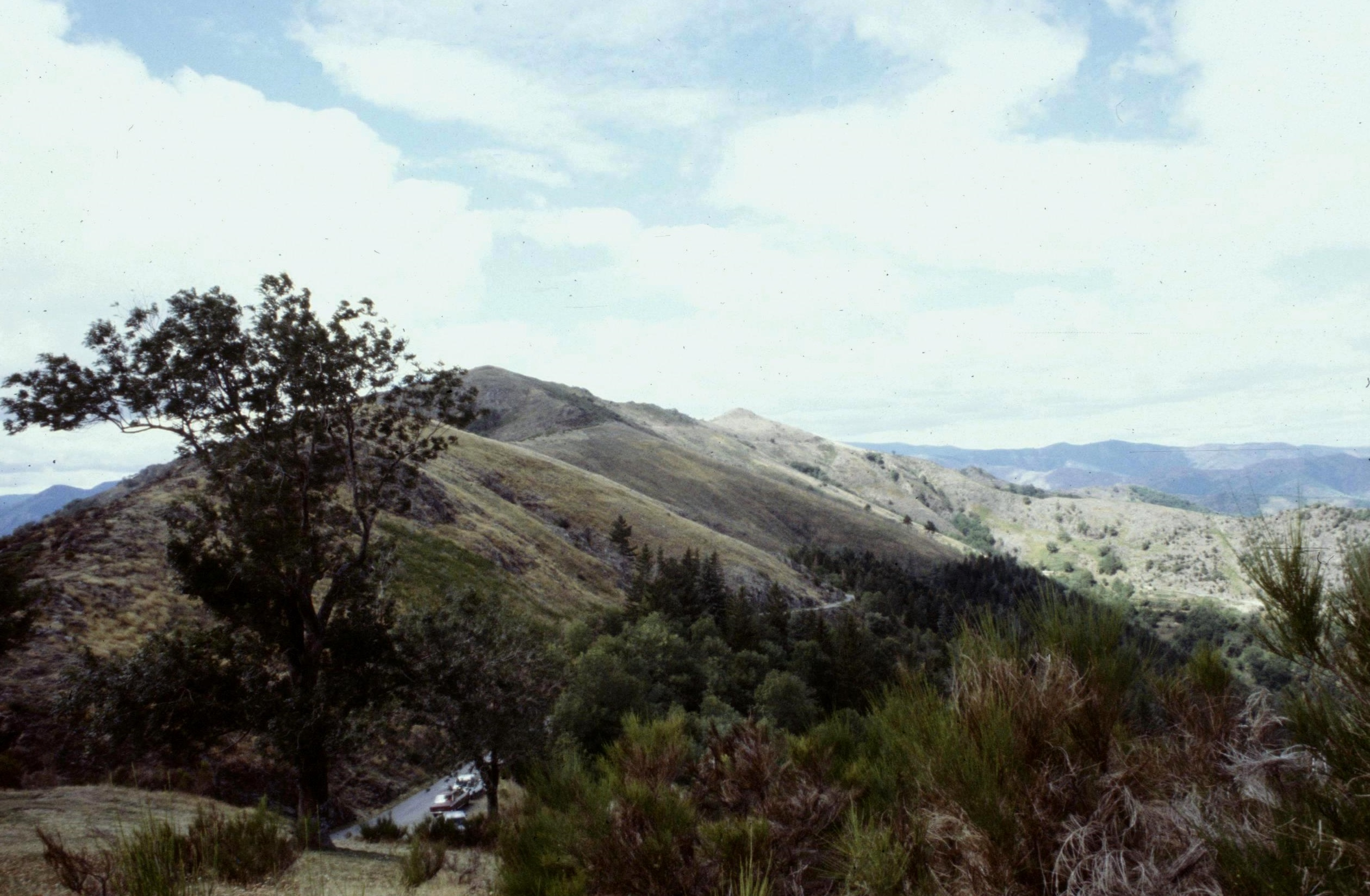
Le Col de l'Ascier.

### Hydrographie

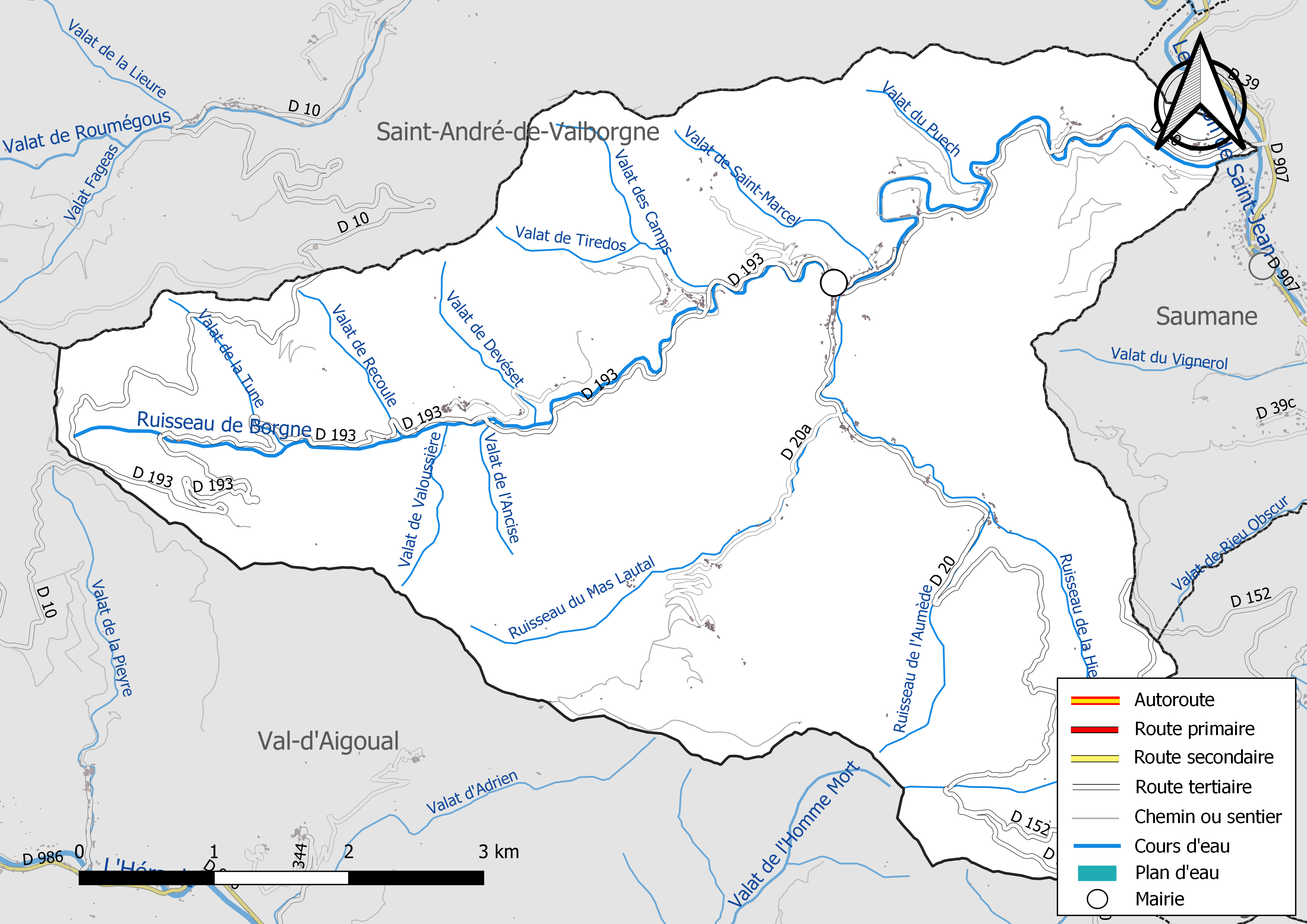
Carte hydrographique de la commune.

Deux « borgnes » (rivières), venant du Col de l’Asclier et du Col du Pas, confluent  aux Plantiers.

### Climat
Pour des articles plus généraux, voir Climat de l'Occitanie et Climat du Gard.
En 2010, le climat de la commune est de type climat méditerranéen franc, selon une étude s'appuyant sur une série de données couvrant la période 1971-2000. En 2020, Météo-France publie une typologie des climats de la France métropolitaine dans laquelle la commune est dans une zone de transition entre le climat de montagne et le climat méditerranéen et est dans une zone de transition entre les régions climatiques « Provence, Languedoc-Roussillon » et « Sud-est du Massif Central »0.
Pour la période 1971-2000, la température annuelle moyenne est de 12 °C, avec une amplitude thermique annuelle de 16,4 °C. Le cumul annuel moyen de précipitations est de 1 450 mm, avec 9 jours de précipitations en janvier et 4,4 jours en juillet. Pour la période 1991-2020, la température moyenne annuelle observée sur la station météorologique la plus proche, située sur la commune de Val-d'Aigoual à 8 km à vol d'oiseau, est de 5,7 °C et le cumul annuel moyen de précipitations est de 1 970,0 mm,. Pour l'avenir, les paramètres climatiques de la commune estimés pour 2050 selon différents scénarios d’émission de gaz à effet de serre sont consultables sur un site dédié publié par Météo-France en novembre 2022.

### Milieux naturels et biodiversité

#### Espaces protégés
La protection réglementaire est le mode d’intervention le plus fort pour préserver des espaces naturels remarquables et leur biodiversité associée,.
La commune fait partie de la zone de transition des Cévennes, un territoire d'une superficie de 116 032 ha reconnu réserve de biosphère par l'UNESCO en 1985 pour la mosaïque de milieux naturels qui la composent et qui abritent une biodiversité exceptionnelle, avec 2 400 espèces animales, 2 300 espèces de plantes à fleurs et de fougères, auxquelles s’ajoutent d’innombrables mousses, lichens, champignons,.

#### Réseau Natura 2000

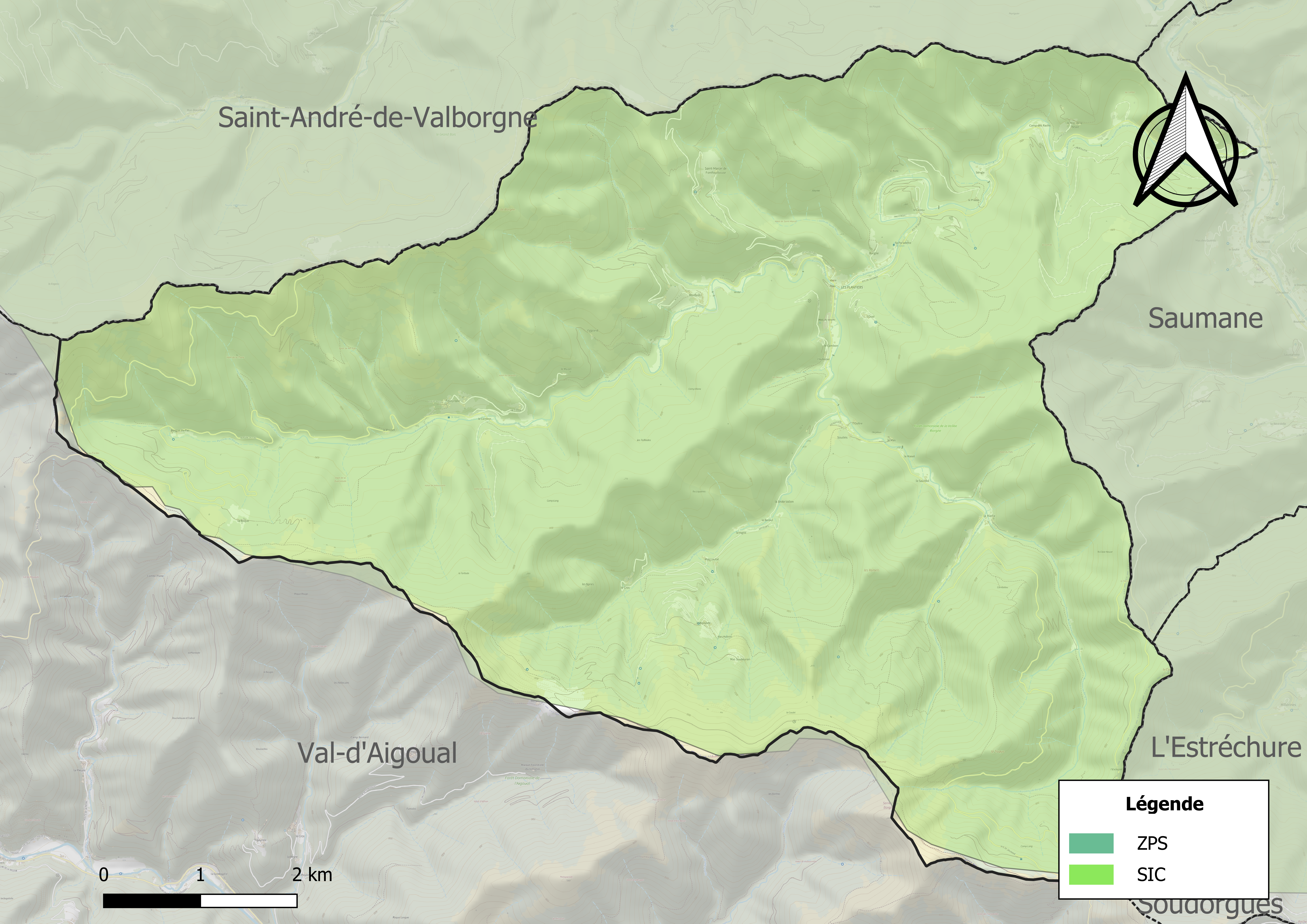
Site Natura 2000 sur le territoire communal.

Le réseau Natura 2000 est un réseau écologique européen de sites naturels d'intérêt écologique élaboré à partir des directives habitats et oiseaux, constitué de zones spéciales de conservation (ZSC) et de zones de protection spéciale (ZPS).
Un site Natura 2000 a été défini sur la commune au titre de la directive habitats : la « vallée du Gardon de Saint-Jean », d'une superficie de 19 020 ha, présentant une variété d’habitats naturels d’intérêt communautaire remarquables (22 génériques dont cinq prioritaires).

#### Zones naturelles d'intérêt écologique, faunistique et floristique
L’inventaire des zones naturelles d'intérêt écologique, faunistique et floristique (ZNIEFF) a pour objectif de réaliser une couverture des zones les plus intéressantes sur le plan écologique, essentiellement dans la perspective d’améliorer la connaissance du patrimoine naturel national et de fournir aux différents décideurs un outil d’aide à la prise en compte de l’environnement dans l’aménagement du territoire.
Deux ZNIEFF de type 1 sont recensées sur la commune :
le « ruisseau de la Hierle » (4 ha), et 
la « serre de Borgne et Lacam » (367 ha), couvrant 3 communes du département
et une ZNIEFF de type 2, : 
les « Hautes vallées des Gardons » (73 898 ha), couvrant 48 communes dont 27 dans le Gard et 21 dans la Lozère.

Carte des ZNIEFF de type 1 et 2 aux Plantiers.
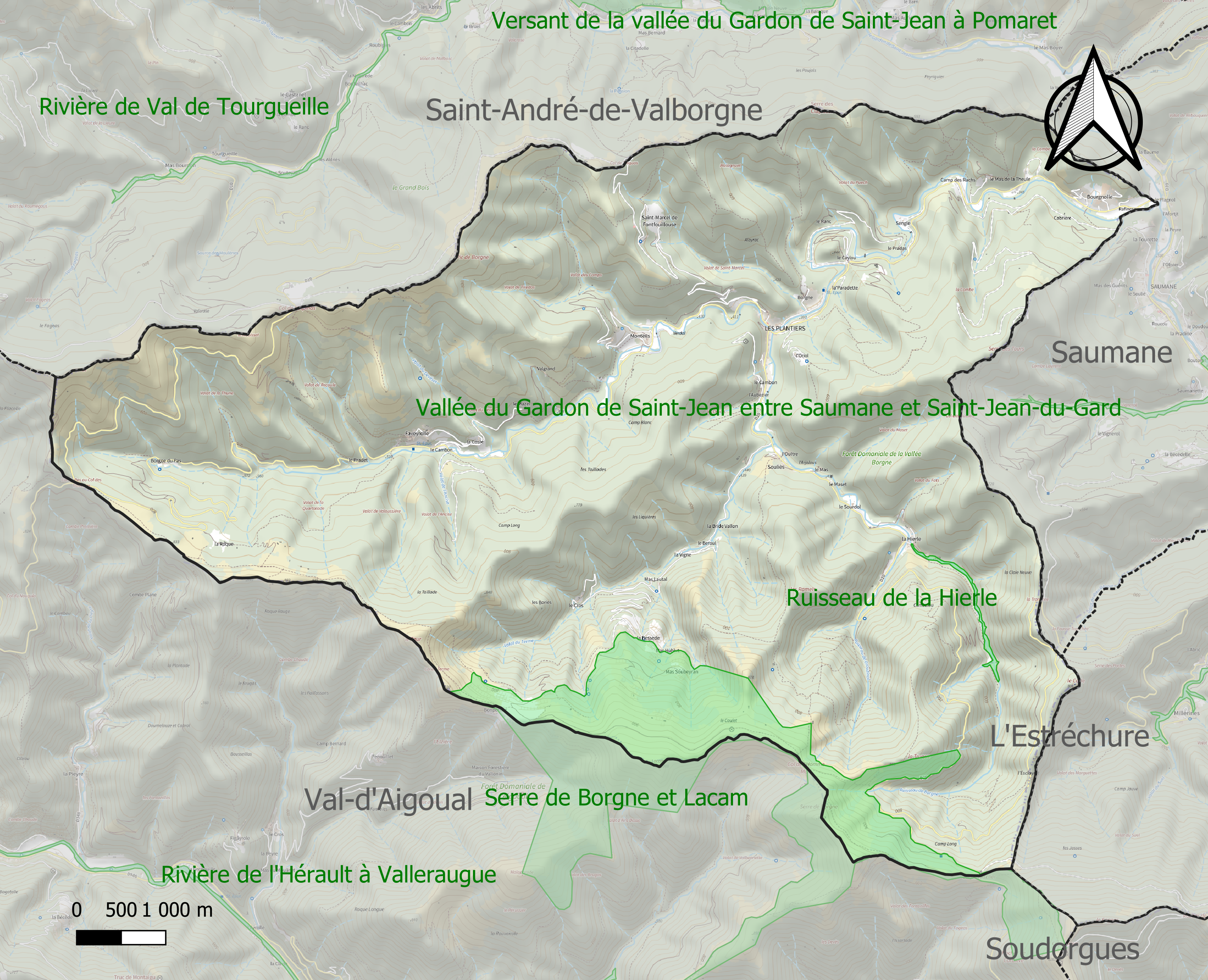
Carte des ZNIEFF de type 1 sur la commune.
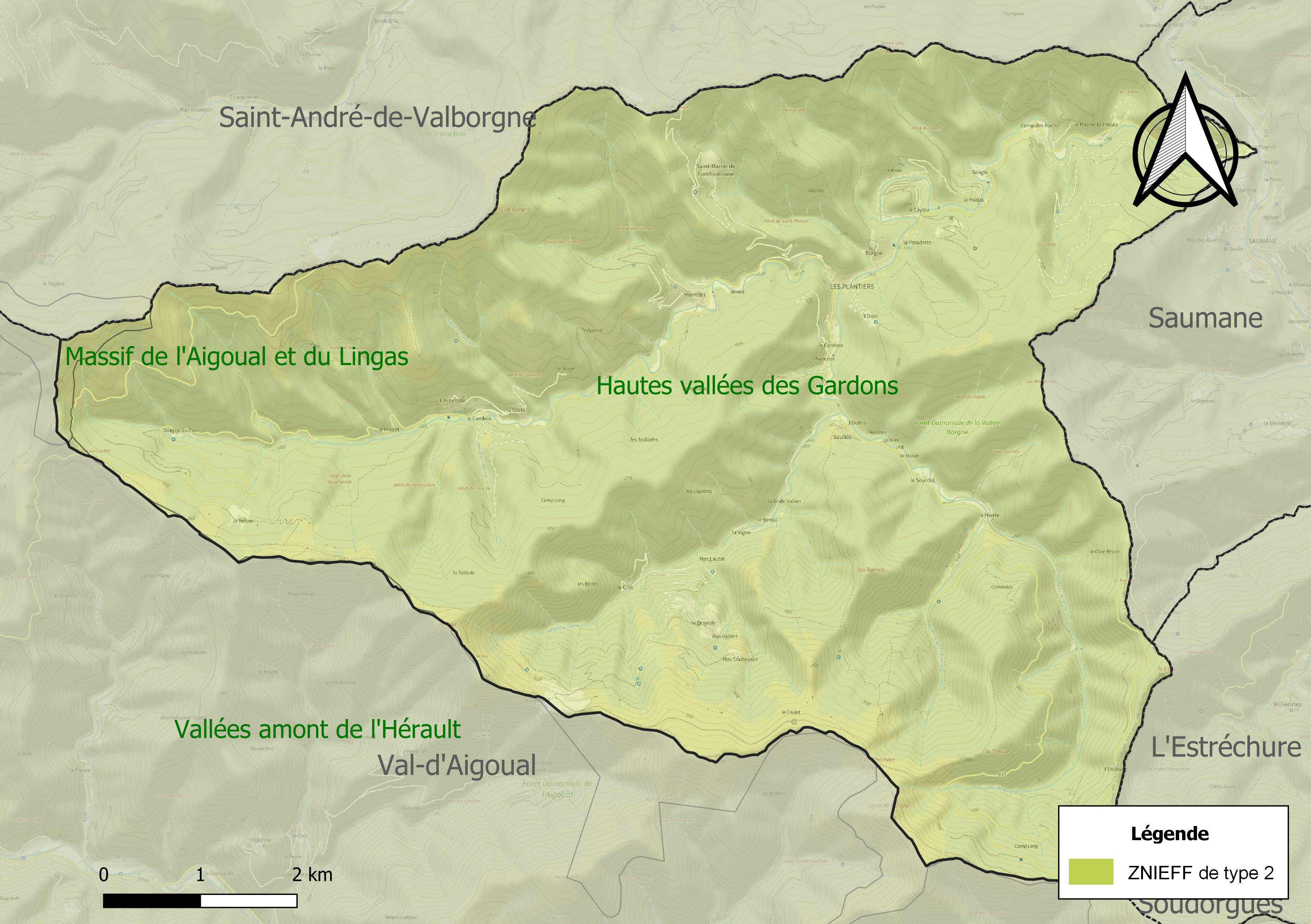
Carte de la ZNIEFF de type 2 sur la commune.

## Urbanisme

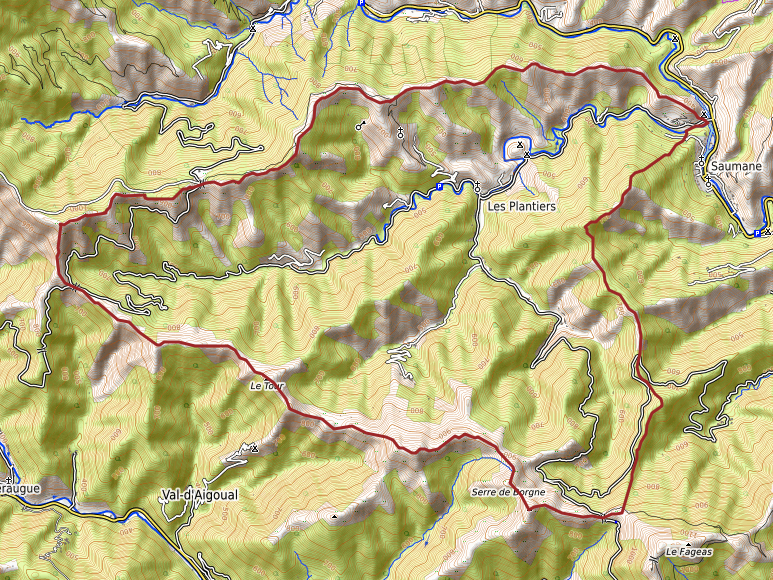
Carte topographique de la commune.

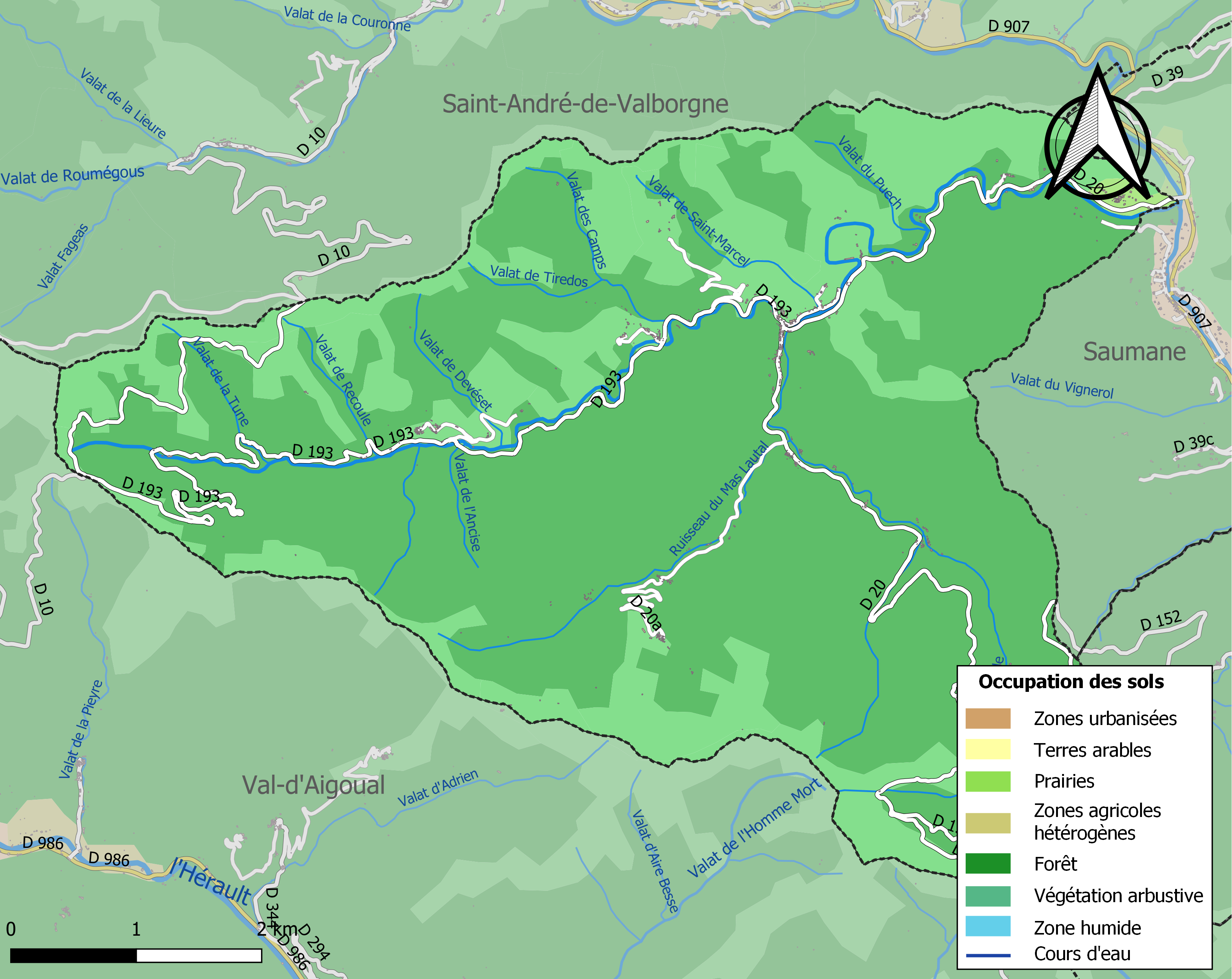
Carte des infrastructures et de l'occupation des sols de la commune en 2018 (CLC).

### Typologie
Au 1er janvier 2024, Les Plantiers est catégorisée commune rurale à habitat très dispersé, selon la nouvelle grille communale de densité à sept niveaux définie par l'Insee en 2022.
Elle est située hors unité urbaine et hors attraction des villes,.

### Occupation des sols
L'occupation des sols de la commune, telle qu'elle ressort de la base de données européenne d’occupation biophysique des sols Corine Land Cover (CLC), est marquée par l'importance des forêts et milieux semi-naturels (99,6 % en 2018), une proportion identique à celle de 1990 (99,6 %). La répartition détaillée en 2018 est la suivante : 
forêts (72,6 %), milieux à végétation arbustive et/ou herbacée (27 %), prairies (0,4 %). L'évolution de l’occupation des sols de la commune et de ses infrastructures peut être observée sur les différentes représentations cartographiques du territoire : la carte de Cassini (XVIIIe siècle), la carte d'état-major (1820-1866) et les cartes ou photos aériennes de l'IGN pour la période actuelle (1950 à aujourd'hui).

### Lieux-dits, hameaux et écarts
La commune comprend  dix hameaux Bourgnolles, Faveyrolles, La Theule, Monteils, Souliès, Le Cros, Le Mas Lautal, La Bécède, La Hierle, et Saint Marcel de Fontfouillouse

### Habitat et logement
En 2020, le nombre total de logements dans la commune était de 314, alors qu'il était de 306 en 2015 et de 321 en 2010.
Parmi ces logements, 42,6 % étaient des résidences principales, 54,2 % des résidences secondaires et 3,2 % des logements vacants. Ces logements étaient pour 71,3 % d'entre eux des maisons individuelles et pour 28 % des appartements.
Le tableau ci-dessous présente la typologie des logements aux Les Plantiers en 2020 en comparaison avec celle du Gard et de la France entière. Une caractéristique marquante du parc de logements est ainsi une proportion de résidences secondaires et logements occasionnels (54,2 %) supérieure à celle du département (13 %) et à celle de la France entière (9,7 %).
| Typologie                                               | Les Plantiers | Gard | France entière |
| ------------------------------------------------------- | ------------- | ---- | -------------- |
| Résidences principales (en %)                           | 42,6          | 78,4 | 82,1           |
| Résidences secondaires et logements occasionnels (en %) | 54,2          | 13   | 9,7            |
| Logements vacants (en %)                                | 3,2           | 8,6  | 8,2            |

### Risques naturels et technologiques
Le territoire de la commune des Plantiers est vulnérable à différents aléas naturels : météorologiques (tempête, orage, neige, grand froid, canicule ou sécheresse), inondations, feux de forêts, mouvements de terrains et séisme (sismicité faible). Il est également exposé à un risque particulier : le risque de radon. Un site publié par le BRGM permet d'évaluer simplement et rapidement les risques d'un bien localisé soit par son adresse soit par le numéro de sa parcelle.

#### Risques naturels
Certaines parties du territoire communal sont susceptibles d’être affectées par le risque d’inondation par débordement de cours d'eau et par une crue torrentielle ou à montée rapide de cours d'eau, notamment le ruisseau de Borgne. La commune a été reconnue en état de catastrophe naturelle au titre des dommages causés par les inondations et coulées de boue survenues en 1982, 1992, 1993, 1994, 1995, 2002, 2008, 2011, 2014 et 2020,.

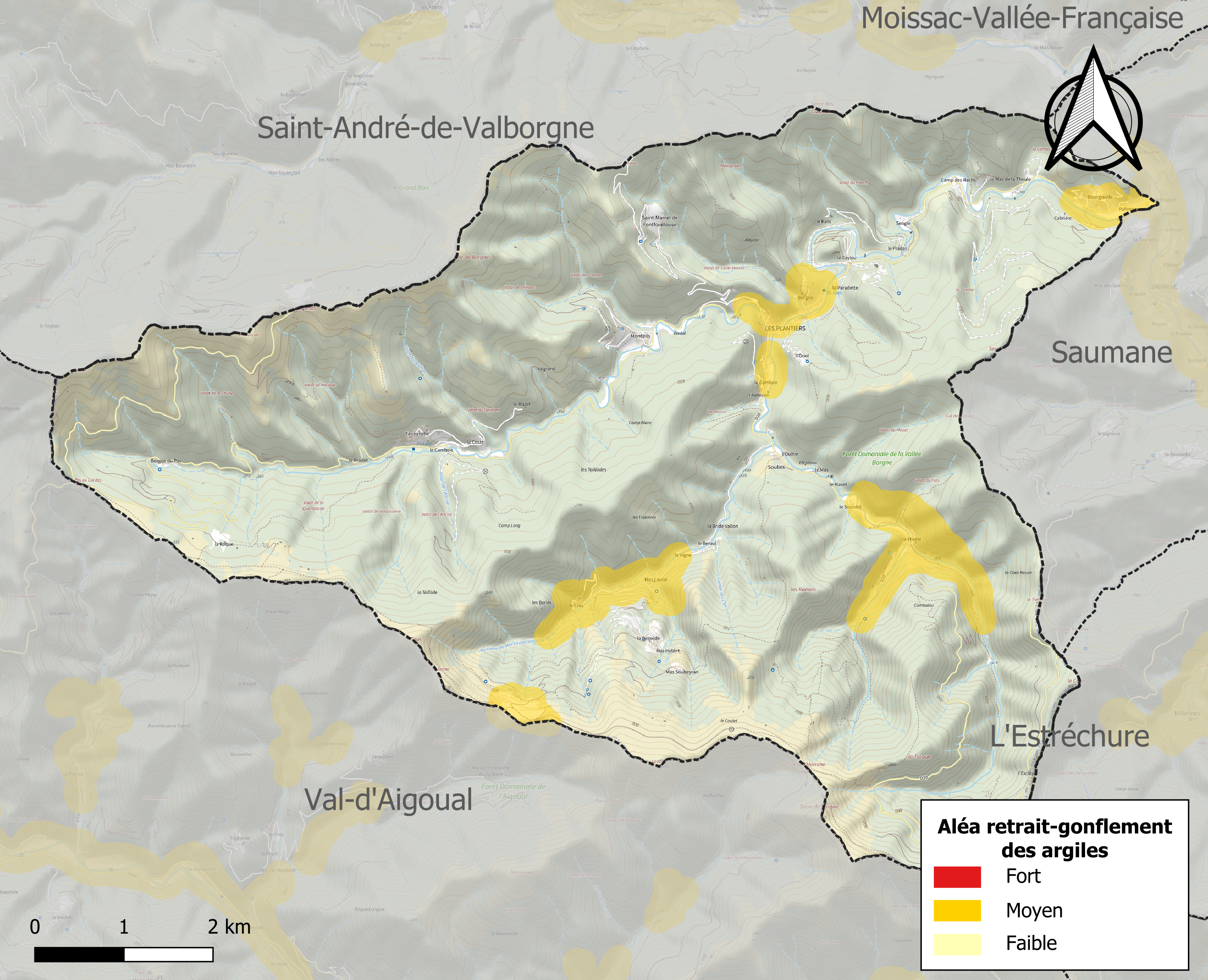
Carte des zones d'aléa retrait-gonflement des sols argileux des Plantiers.

La commune est vulnérable au risque de mouvements de terrains constitué principalement du retrait-gonflement des sols argileux. Cet aléa est susceptible d'engendrer des dommages importants aux bâtiments en cas d’alternance de périodes de sécheresse et de pluie. 6,3 % de la superficie communale est en aléa moyen ou fort (67,5 % au niveau départemental et 48,5 % au niveau national). Sur les 214 bâtiments dénombrés sur la commune en 2019, 101 sont en aléa moyen ou fort, soit 47 %, à comparer aux 90 % au niveau départemental et 54 % au niveau national. Une cartographie de l'exposition du territoire national au retrait gonflement des sols argileux est disponible sur le site du BRGM,.
Par ailleurs, afin de mieux appréhender le risque d’affaissement de terrain, l'inventaire national des cavités souterraines permet de localiser celles situées sur la commune.

#### Risque particulier
Dans plusieurs parties du territoire national, le radon, accumulé dans certains logements ou autres locaux, peut constituer une source significative d’exposition de la population aux rayonnements ionisants. Certaines communes du département sont concernées par le risque radon à un niveau plus ou moins élevé. Selon la classification de 2018, la commune des Plantiers est classée en zone 3, à savoir zone à potentiel radon significatif.

## Toponymie
La commune se nomme Les Plantiers-de-Fontfouillouse au cours de la Révolution française. Elle reprend ensuite son nom originel de Saint-Marcel-de-Fonfouillouse qu'elle garde jusqu'en 1874, date à laquelle elle prend celui de « Les Plantiers ».

## Histoire

### Moyen Âge
Le territoire de Saint Marcel de Fontfouillouse était, au XIIe siècle, propriété de  la famille d'Aleyrac domiciliée au château d'Aleyrac situé sur le lieu-dit du même nom, puis au château de Champfort. Beaucoup plus tard, est construit, en bord de rivière, le château  situé au lieu-dit « Les Plantiers ».

### Époque contemporaine
Le village est marqué par le filage des cocons de vers à soie. On note la filature de cocons onstruite par Maurel père et fils en 1870, exploitée ensuite par Rocheblave, Thérond et Ladreyt, filateurs à Saint-Hippolyte-du-Fort puis par Louis Boudon et Compagnie de Saint-Jean-du-Gard à partir de 1900. L'activité cesse en 1905  après un incendie. Elle employait en 1890 2 surveillants, 1 à 3 hommes (selon les saisons) , 35 à 40 femmes et 5 enfants. La filature Cavalier, construite en 1871 par le meunier Paul Cavalier, pour remplacer semble-t-il un atelier artisanal remontant autour de 1805, exploitée jusqu'en 1904, aurait employé une quinzaine d'ouvrières au moment de la fermeture.

Les Plantiers au tout début du XXe siècle
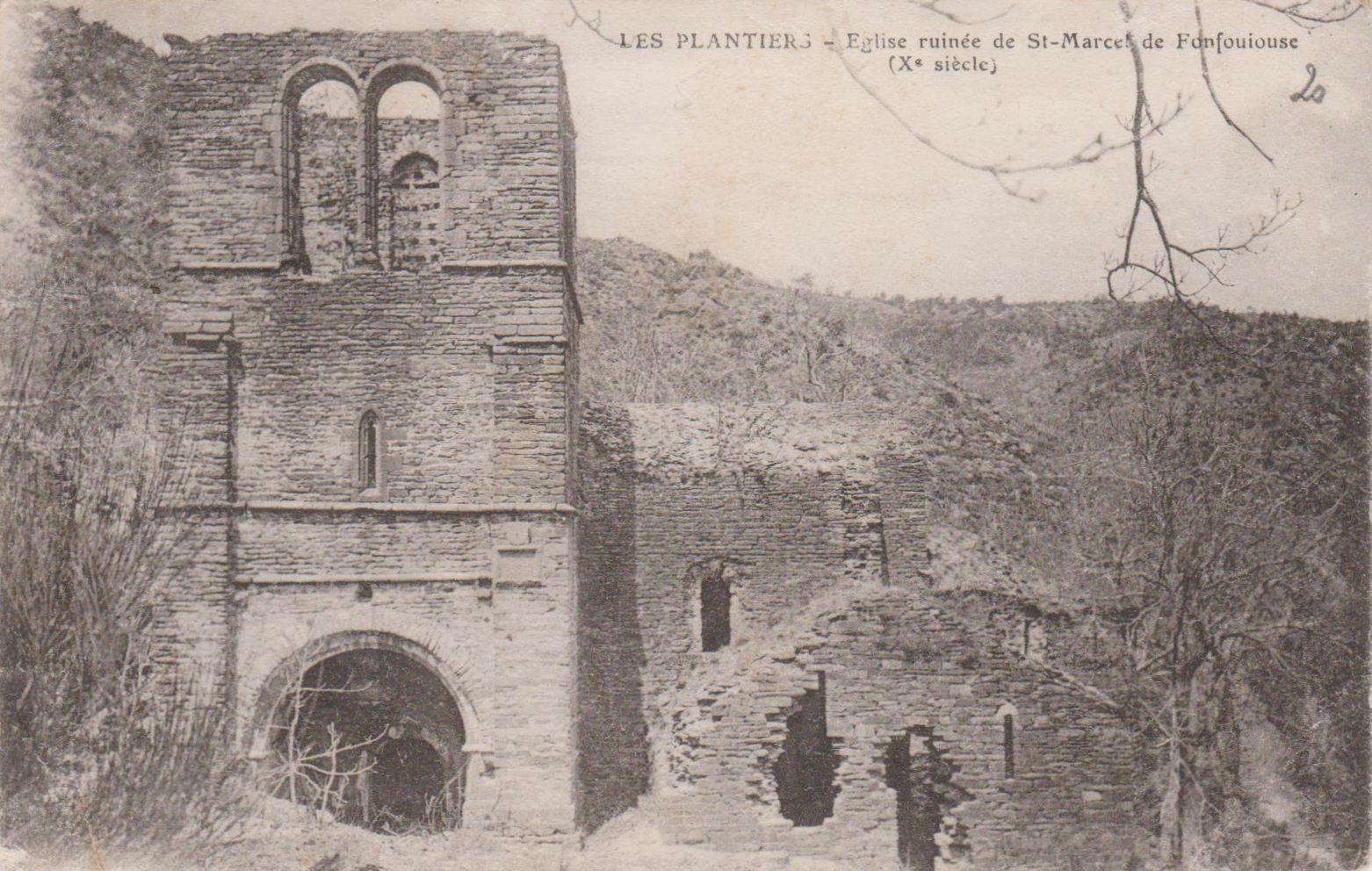
L'église ruinée Saint-Marcel-de-Fontfouilhouse

## Politique et administration

### Rattachements administratifs et électoraux

#### Rattachements administratifs
La commune se trouve dans l'arrondissement du Vigan du département du Gard.
Elle faisait partie depuis 1793 du canton de Saint-André-de-Valborgne. Dans le cadre du redécoupage cantonal de 2014 en France, cette circonscription administrative territoriale a disparu, et le canton n'est plus qu'une circonscription électorale.

#### Rattachements électoraux
Pour les élections départementales, la commune fait partie depuis 2014 du canton du Vigan
Pour l'élection des députés, elle fait partie de la cinquième circonscription du Gard.

### Intercommunalité
Les Plantiers était membre de la petite communauté de communes de la Vallée Borgne, un établissement public de coopération intercommunale (EPCI) à fiscalité propre créé fin 2002 et auquel la commune avait transféré un certain nombre de ses compétences, dans les conditions déterminées par le code général des collectivités territoriales.
Dans le cadre des dispositions de la loi portant nouvelle organisation territoriale de la République du 7 août 2015, qui prévoit que les établissements publics de coopération intercommunale (EPCI) à fiscalité propre doivent avoir un minimum de 15 000 habitants, cette intercommunalité a fusionné avec sa voisine pour former, le 1er janvier 2017, la communauté de communes Causses Aigoual Cévennes, dont est désormais membre la commune.

### Liste des maires
| Période                                  | Période                       | Identité        | Étiquette   | Qualité                                                      |
| ---------------------------------------- | ----------------------------- | --------------- | ----------- | ------------------------------------------------------------ |
| Les données manquantes sont à compléter. |                               |                 |             |                                                              |
| mars 1983                                | mai 2020                      | Francis Maurin  | SE puis DVG | Conseiller général de Saint-André-de-Valborgne (2004 → 2015) |
| mai 2020                                 | mars 2023                     | Bernard Mounier |             | Démissionnaire                                               |
| mai 2023                                 | En cours (au 26 février 2024) | Robert Oddos    |             | Cadre retraité                                               |

## Équipements et services publics

### Enseignement
Les enfants de la commune sont scolarisés avec ceux de de Saint-André-de- Valborgne de Saumane et de L'Estréchure dans le cadre d'un regroupement pédagogique intercommunal (RPI). L'école des Plantiers accueille en 2023/2024 quinze élèves de CE2 – CM1-  CM2

### Équipements culturels
Bibliothèque municipale et son point multimédia.

## Population et société
Les habitants sont appelés les Plantiérois ou  Plantiéroises.

## Démographie
L'évolution du nombre d'habitants est connue à travers les recensements de la population effectués dans la commune depuis 1793. Pour les communes de moins de 10 000 habitants, une enquête de recensement portant sur toute la population est réalisée tous les cinq ans, les populations de référence des années intermédiaires étant quant à elles estimées par interpolation ou extrapolation. Pour la commune, le premier recensement exhaustif entrant dans le cadre du nouveau dispositif a été réalisé en 2006.

En 2022, la commune comptait 228 habitants, en évolution de −10,59 % par rapport à 2016 (Gard : +2,97 %, France hors Mayotte : +2,11 %).
| 1793  | 1800  | 1806  | 1821  | 1831  | 1836  | 1841  | 1846  | 1851  |
| ----- | ----- | ----- | ----- | ----- | ----- | ----- | ----- | ----- |
| 1 200 | 1 113 | 1 222 | 1 278 | 1 250 | 1 230 | 1 275 | 1 350 | 1 301 |

| 1856  | 1861  | 1866  | 1872  | 1876  | 1881  | 1886 | 1891 | 1896 |
| ----- | ----- | ----- | ----- | ----- | ----- | ---- | ---- | ---- |
| 1 244 | 1 240 | 1 165 | 1 002 | 1 053 | 1 027 | 932  | 900  | 880  |

| 1901 | 1906 | 1911 | 1921 | 1926 | 1931 | 1936 | 1946 | 1954 |
| ---- | ---- | ---- | ---- | ---- | ---- | ---- | ---- | ---- |
| 891  | 795  | 750  | 610  | 547  | 511  | 429  | 312  | 323  |

| 1962 | 1968 | 1975 | 1982 | 1990 | 1999 | 2006 | 2011 | 2016 |
| ---- | ---- | ---- | ---- | ---- | ---- | ---- | ---- | ---- |
| 299  | 257  | 227  | 228  | 221  | 228  | 248  | 235  | 255  |

| 2021 | 2022 | - | - | - | - | - | - | - |
| ---- | ---- | - | - | - | - | - | - | - |
| 239  | 228  | - | - | - | - | - | - | - |

Les Plantiers est une commune rurale qui a connu son pic de population de 1 350 habitants en 1846.

## Économie

### Revenus
En 2018  (données Insee publiées en septembre 2021), la commune compte 124 ménages fiscaux, regroupant 225 personnes. La médiane du revenu disponible par unité de consommation est de 17 420 € (20 020 € dans le département).

### Emploi
|                | 2008   | 2013  | 2018  |
| -------------- | ------ | ----- | ----- |
| Commune        | 7,2 %  | 7,6 % | 7,4 % |
| Département    | 10,6 % | 12 %  | 12 %  |
| France entière | 8,3 %  | 10 %  | 10 %  |

En 2018, la population âgée de 15 à 64 ans s'élève à 150 personnes, parmi lesquelles on compte 72,3 % d'actifs (64,9 % ayant un emploi et 7,4 % de chômeurs) et 27,7 % d'inactifs,. Depuis 2008, le taux de chômage communal (au sens du recensement) des 15-64 ans est inférieur à celui de la France et du département.
La commune est hors attraction des villes,. Elle compte 75 emplois en 2018, contre 71 en 2013 et 72 en 2008. Le nombre d'actifs ayant un emploi résidant dans la commune est de 98, soit un indicateur de concentration d'emploi de 76,7 % et un taux d'activité parmi les 15 ans ou plus de 46 %.
Sur ces 98 actifs de 15 ans ou plus ayant un emploi, 56 travaillent dans la commune, soit 57 % des habitants. Pour se rendre au travail, 77,1 % des habitants utilisent un véhicule personnel ou de fonction à quatre roues, 2,1 % les transports en commun, 11,5 % s'y rendent en deux-roues, à vélo ou à pied et 9,4 % n'ont pas besoin de transport (travail au domicile).

### Activités hors agriculture

#### Secteurs d'activités
21 établissements sont implantés  aux Plantiers au 31 décembre 2019. Le tableau ci-dessous en détaille le nombre par secteur d'activité et compare les ratios avec ceux du département,.
Le secteur du commerce de gros et de détail, des transports, de l'hébergement et de la restauration est prépondérant sur la commune puisqu'il représente 28,6 % du nombre total d'établissements de la commune (6 sur les 21 entreprises implantées  aux Les Plantiers), contre 30 % au niveau départemental.

#### Entreprises et commerces
- Centre commercial géré par la Chambre de commerce et d'industrie de Nîmes-Bagnols-Uzès-Le Vigan.

### Agriculture
|               | 1988  | 2000  | 2010 | 2020 |
| ------------- | ----- | ----- | ---- | ---- |
| Exploitations | 16    | 13    | 8    | 5    |
| SAU (ha)      | 1 102 | 1 538 | 47   | 303  |

La commune est dans les Cévennes, une petite région agricole occupant l'ouest du département du Gard. En 2020, l'orientation technico-économique de l'agriculture  sur la commune est l'élevage d'équidés et/ou d' autres herbivores. Cinq exploitations agricoles ayant leur siège dans la commune sont dénombrées lors du recensement agricole de 2020 (16 en 1988). La superficie agricole utilisée est de 303 ha,,.

## Culture locale et patrimoine

### Lieux et monuments
- Église Saint-Marcel-de-Fontfouillouse  Inscrit MH (1986)[42] : église romane bâtie entre 1100 et 1200 en appareil de lauzes de schiste ;
- Temple protestant des Plantiers.
- Maison de l'eau : écomusée situé dans l'ancien moulin des Plantiers et consacré au patrimoine naturel et culturel lié à la ressource en eau[43],[44] ;
- Filature de soie Maurel (1870)[28] ;
- Filature de soie Cavalier (1871)[29] ;
- Plan d'eau est aménagé avec baignade surveillée en juillet et août ;
- Mémorial du Col du Pas, commémorant les maquis Aigoual-Cévennes - Aire-de-Côte - Ardaillers - Lasalle, situé à la jonction des RD. 10 et RD. 193, sur un éperon rocheux dominant le col et la draille de l'Asclier, la vallée de l'Hérault et la Vallée Borgne, dans un site grandiose avec la vue sur le massif de l'Aigoual[45].

- Sentiers de promenade, avec de beaux panoramas (col du Pas, col de l'Asclier et son pont moutonnier, draille de Bomperrier )

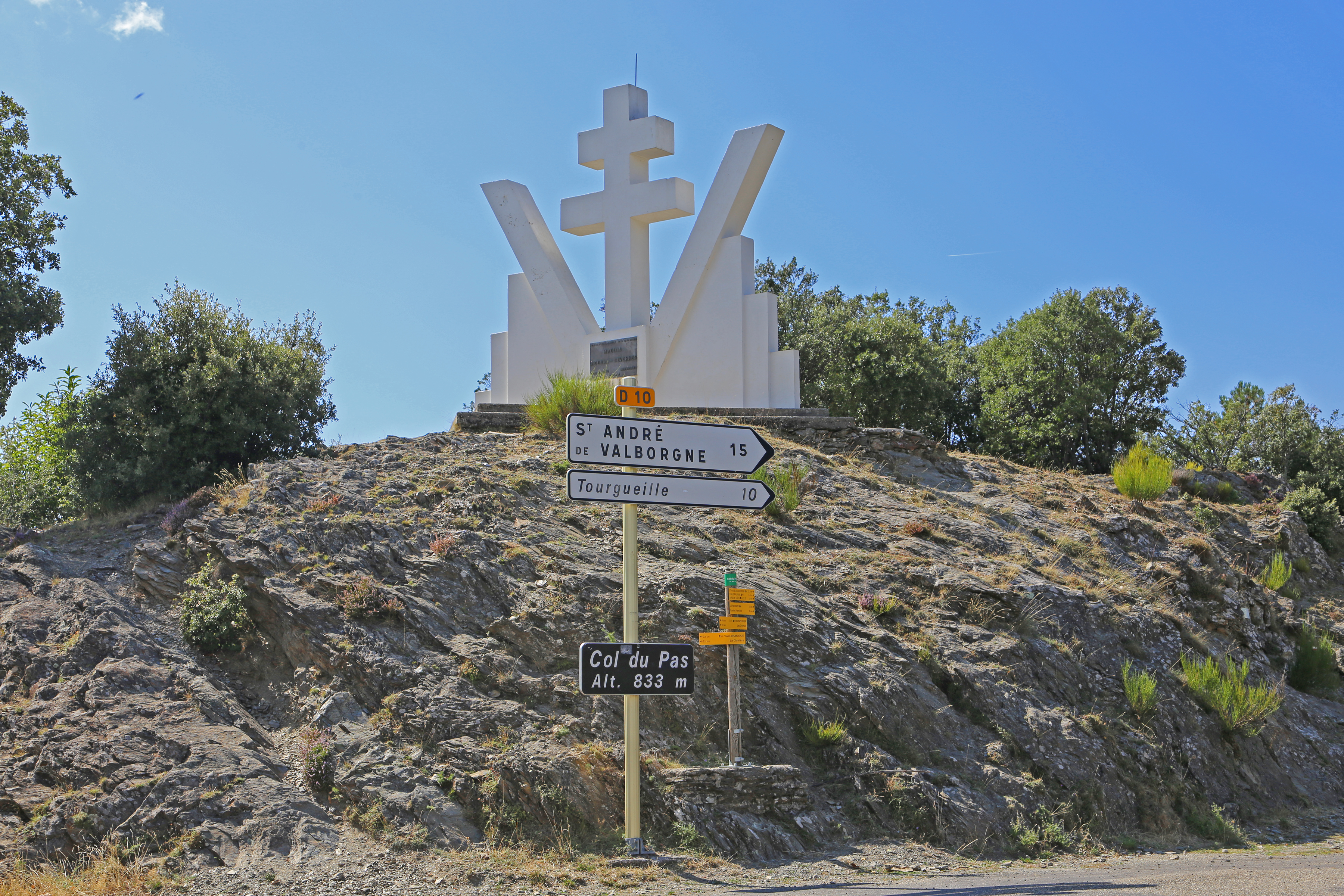
Le mémorial à la Résistance du Col du Pas.

### Héraldique
| Blason de Plantiers (Les) | Blason  | D'azur à la fontaine d'argent accostée de deux arbres d'or sur une terrasse de sinople. |
| Blason de Plantiers (Les) | Détails | Le statut officiel du blason reste à déterminer.                                        |

## Pour approfondir